# Pseudo Echo
Pseudo Echo, australisk musikgrupp bestående av Vince Leigh (trummor), Brian Canham (sång, gitarr), James Leigh (keyboard) och Pierre Gigliotti (bas).

## Diskografi i urval
- Autumnal park (1984)
- Love an adventure (1986 och 1987)
- Race (1989)